# Martin Mitterrutzner
Martin Mitterrutzner (geboren 1984 in Rum, Tirol) ist ein österreichischer Opern- und Konzertsänger der Stimmlage Tenor.

## Leben und Werk
Martin Mitterrutzner ist in Hall in Tirol aufgewachsen. Er wurde von Howard Arman zum Knabensopran ausgebildet und sang mit zehn Jahren den Ersten Knaben in Mozarts Zauberflöte unter der Leitung von Sir John Eliot Gardiner. Später studierte er Gesang unter anderem bei Brigitte Fassbaender.
2003 debütierte er am Tiroler Landestheater Innsbruck unter der Intendanz und Regie Brigitte Fassbaenders als Ottokar in Der Zigeunerbaron von Johann Strauß. Dort erhielt er 2006 auch sein erstes Festengagement und übernahm die klassischen Partien eines lyrischen Tenors, wie Tamino, Edmondo und Don Ramiro.
Zur Spielzeit 2011/12 wechselte er an die Oper Frankfurt, an der er acht Spielzeiten verpflichtet war. Auch dort trat er weiterhin im lyrischen Fach auf. Anfang 2014 sang er dort seine erste Verdi-Partie, den Fenton in Falstaff (Regie: Keith Warner, Dirigent: Bertrand de Billy). Im April 2014 folgte sein Rollendebüt als Don Ottavio in einer Neuinszenierung des Don Giovanni unter der Regie von Christof Loy. 2014/15 war er in Frankfurt außerdem als Belmonte und Don Ramiro zu hören. In der Saison 2015/16 gab er dort sein Rollendebüt als Giannetto in La gazza ladra.
Ab 2011 begann auch eine rege Gastspieltätigkeit, zuerst an der Oper Zürich (Debüt als Tamino), ab 2012 bei den Salzburger Festspielen (als Brighella und Ferrando) und ab 2014 an der Semperoper in Dresden. Ende 2016 debütierte er im Theater an der Wien als Don Ottavio. Mitterrutzner sang auch in Bukarest, an der Bayerischen Staatsoper München (Debüt 2018 in La Calisto) und an der Opéra royal du château de Versailles. Seit der Saison 2020/21 singt er an der Wiener Volksoper, wo er im Oktober 2020 als Tamino debütierte.
Im Konzertsaal ist Martin Mitterrutzner mit einem breit gefächerten Repertoire vertreten. Er wurde vom Münchner Rundfunkorchester eingeladen, von der Internationalen Bachakademie Stuttgart, den Bamberger Symphonikern, dem Symphonieorchester des Bayerischen Rundfunks, dem Hessischen Staatsorchester, dem Orchestre symphonique de Montréal, dem Cleveland Orchestra und dem Concentus Musicus Wien. Sein Repertoire reicht von Bach und Barock bis zur Gegenwart. Das Tenorsolo in Mozarts Requiem sang er konzertant in Frankfurt und am Gasteig in München, szenisch in einer Produktion von Romeo Castellucci beim Festival d’Aix-en-Provence (2019) und im australischen Adelaide (2020). Zu den Dirigenten, unter deren Leitung er gesungen hat, zählen Daniel Harding, Jakub Hrůša, Jun Märkl, Riccardo Minasi, Kent Nagano, Marc Piollet, Helmuth Rilling, Omer Meir Wellber und Franz Welser-Möst.
Mitterrutzner ist auch ein gefragter Liedsänger. Seit 2014 arbeitet er regelmäßig mit dem deutschen Pianisten Gerold Huber zusammen, beispielsweise in der Wigmore Hall in London, beim Heidelberger Frühling oder bei der Schubertiade Schwarzenberg, in der Kölner Philharmonie und an der Oper Frankfurt. Bei seinem Konzert auf Schloss Ambras wurde er vom US-amerikanischen Pianisten John Groos begleitet. Im Stadttheater Amberg trat er im November 2017 mit einem Heine-Programm auf.
Seine Opern-Stationen 2023/24 waren Dresden (Semperoper, Káťa Kabanová und Die Frau ohne Schatten), Valencia (Palau de la Música, Salome), Wien (Volksoper, Die Zauberflöte) und Hamburg (Staatsoper, Così fan tutte). Mit Konzerten und Liedern trat er unter anderem in Berlin, Essen und im Stift St. Florian (Internationale Brucknertage) auf.

## Rollen (Auswahl)
Vincenzo Bellini:
- Elvino in La sonnambula

Berlioz: 
- Iopas in Les Troyens

Cavalli:
- Pane in La Calisto

Cimarosa
- Paolino in Il matrimonio segreto

Händel:
- Grimoaldo in Rodelinda

Humperdinck:
- Besenbinder in Königskinder

Lehár:
- Camille de Rosillon in Die lustige Witwe

Mozart:
- Arbace in Idomeneo
- Belmonte in Die Entführung aus dem Serail
- Don Ottavio in Don Giovanni
- Ferrando in Così fan tutte
- Tamino in Die Zauberflöte

Puccini
- Edmondo in Manon Lescaut

Rossini:
- Conte Almaviva in Il barbiere di Siviglia
- Rodrigo in Otello
- Don Ramiro in La Cenerentola
- Gianetto in La gazza ladra

Johann Strauß:
- Ottokar in Der Zigeunerbaron

Richard Strauss:
- Narraboth in Salome
- Brighella in Ariadne auf Naxos

Giuseppe Verdi:
- Fenton in Falstaff

Vinci:
- Fulvio in Catone in Utica

Weber:
- Don Gomez de Freiros in Die drei Pintos

## Aufnahmen

### Operngesamtaufnahme
- Königskinder von Engelbert Humperdinck. Königssohn: Daniel Behle, Gänsemagd: Amanda Majeski, Spielmann: Nikolay Borchev, Hexe: Julia Juon, Holzhacker: Magnus Baldvinsson, Besenbinder: Martin Mitterrutzner, Töchterchen des Besenbinders: Chiara Bäuml, Ratsältester: Franz Mayer, Wirt: Dietrich Volle, Wirtstochter: Nina Tarandek, Schneider: Beau Gibson, Stallmagd: Katharina Magiera, Chor der Oper Frankfurt, Frankfurter Opern- und Museumsorchester, Dirigent: Sebastian Weigle, 2013

### Solo-CD
- Heut' ist der schönste Tag, Tenorschlager der 1930er Jahre, Deutsche Radio Philharmonie, Dirigent: Christoph Poppen; mit Werken von: Hans May, Richard Tauber, Hans Carste, Franz Grothe, Jean-Paul-Égide Martini, Ernst Fischer, Gerhard Winkler, Teodoro Cottrau, Francesco Paolo Tosti, Eduardo Di Capua, Robert Stolz, Rudolf Sieczynski und weiteren. SWR Music 2021

### Duo-CD
- Schubert: Die schöne Müllerin. Bearbeitung für Gitarre und Gesang, Gitarre: Martin Wesely. Immersive Sound 2022[8]

## Preise, Auszeichnungen
- 2004: Erster Preis beim österreichischen Bundeswettbewerb Prima la musica
- 2007: Eberhard-Waechter-Medaille[9]